# 気象機関の一覧
気象機関の一覧（きしょうきかんのいちらん）では、気象に関する機関・組織の一覧を示す。

## 国際機関
- 世界気象機関 (WMO)
- ヨーロッパ中期予報センター (ECMWF)
- ヨーロッパ気象サービスネットワーク (EUMETNET)
- カリブ諸島気象機関 (CMO) - イギリスの海外領土のカリブ海部分などを担当。

## 国家機関

### 気象業務全般

#### アジア
- アゼルバイジャン国立水文気象局
- アフガニスタン気象局
- アラブ首長国連邦気象局
- イエメン気象局
- イスラエル気象局
- イラク気象局
- イラン気象局
- インド気象局 (IMD)
- インドネシア気象気候地球物理庁
- ウズベキスタン水文気象局
- オマーン気象局
- カザフスタン水文気象局
- カタール気象局
- カンボジア水利気象省
- キルギス水文気象局
- クウェート気象局
- グルジア水文気象局
- サウジアラビア気象環境省
- シリア気象局
- シンガポール気象庁
- スリランカ気象局
- タイ気象局
- 大韓民国気象庁 (KMA)
- タジキスタン水文気象環境保護局
- 台湾中央気象署
- 中国気象局 (CMA)
- 朝鮮民主主義人民共和国気象水文局
- トルクメニスタン水文気象局
- トルコ気象局
- 気象庁 (日本) (JMA)
- ネパール水文気象局
- バーレーン気象局
- パキスタン気象局
- バングラデシュ気象局
- フィリピン大気地球物理天文局 (PAGASA)
  - フィリピン気象研究所 (FMI)
- ブータン経済省エネルギー局水文気象課
- ブルネイ気象局
- ベトナム気象局
- 香港天文台 (HKO)
- マカオ地球物理気象局
- マレーシア気象局
- ミャンマー気象水文局
- モルディブ気象局
- モンゴル国立気象水文環境保護局
- ヨルダン気象局
- ラオス気象局
- レバノン気象局

#### アフリカ
- （アルジェリア交通省）
- アンゴラ国立水文気象地球物理研究所
- ウガンダ気象局
- エジプト気象局
- エチオピア国立気象局
- エリトリア航空安全局
- ガーナ気象局
- カーボベルデ国立気象地球物理研究所
- （ガボン交通省）
- カメルーン国立気象局
- ガンビア水利省
- ギニアビサウ気象局
- ケニア気象局
- コートジボワール国立気象局
- コモロ国立気象局
- コンゴ共和国国立気象局
- コンゴ民主共和国気象・衛星リモートセンシング庁
- サントメ・プリンシペ国立気象研究所
- ザンビア気象局
- シエラレオネ気象局
- ジブチ気象局
- ジンバブエ気象局
- スーダン気象局
- スワジランド気象局
- セイシェル国立気象局
- 赤道ギニア気象局
- セネガル国立気象局
- タンザニア気象局
- チャド水利気象局
- 中央アフリカ航空安全気象総局
- チュニジア国立気象研究所
- トーゴ気象局
- ナイジェリア気象局
- ナミビア気象局
- ニジェール国立気象局
- ブルキナファソ気象局
- ブルンジ地質研究所
- ベナン気象局
- ボツワナ気象局
- マダガスカル交通気象省
- マラウイ気象局
- マリ気象局
- 南アフリカ気象局 (SAWS)
- モーリシャス気象局
- モーリタニア国立気象局
- モザンビーク国立気象研究所
- モロッコ国立気象局
- リビア国立気象局
- （リベリア交通省）
- ルワンダ気象局
- レソト気象局

#### アメリカ（南北アメリカ）
- アメリカ海洋大気庁 (NOAA)
  - アメリカ国立気象局 (NWS)
- アルゼンチン国立気象局
- アンティグア・バーブーダ気象局
- ウルグアイ国立気象局
- エクアドル国立水文気象研究所
- エルサルバドル国立国土調査局
- オランダ領アンティル・アルバ気象局
- ガイアナ水文気象局
- カナダ気象庁 (MSC)
- キューバ気象研究所
- グアテマラ国立地震火山気象水文研究所
- コスタリカ国立気象研究所
- コロンビア水文気象環境問題研究所 (IMN)
- ジャマイカ気象局
- スリナム気象局
- セントルシア気象局
- チリ気象局
- ドミニカ国気象局
- ドミニカ共和国国立気象局
- トリニダード・トバゴ気象局
- ニカラグア気象総局
- ハイチ気象局
- パナマ水文気象局
- バハマ気象局
- パラグアイ水文気象局
- バルバドス気象局
- ブラジル国立気象研究所 (INMET)
- ベネズエラ航空気象局
- ベリーズ国立気象局
- ペルー国立水文気象局
- ボリビア国立気象水文局
- ホンジュラス国立気象局
- メキシコ国立気象局 (SMN)

#### オセアニア
- オーストラリア気象局
- キリバス気象局
- クック諸島気象局
- サモア気象局
- ソロモン諸島気象局
- トンガ気象局
- ニュージーランド気象局
- バヌアツ気象局
- パプアニューギニア気象局
- フィジー気象局
- フランス気象局 - フランス領ポリネシア、ニューカレドニアを別々に管轄。

#### ヨーロッパ
- アイスランド気象庁
- アイルランド気象庁 (Met Éireann)
- アルバニア水文気象研究所
- アルメニア水文気象局
- イギリス気象庁 (Met Office)
- イタリア気象局
- ウクライナ水文気象局
- エストニア気象水文研究所
- オーストリア気象地球力学局
- オランダ王立気象研究所 (KNMI)
- キプロス気象局
- ギリシャ国立気象局
- クロアチア気象水文局
- スイス気象庁
- スウェーデン気象水文研究所
- スペイン気象庁 (AEMET)
- スロバキア水文気象研究所
- スロベニア気象庁
- セルビア水文気象局
- チェコ水文気象研究所
- デンマーク気象研究所 (DMI)
- ドイツ気象局 (DWD)
- ノルウェー気象研究所
- ハンガリー気象局
- フィンランド気象研究所
- フランス気象局 (Météo-France)
- ブルガリア国立気象水文研究所
- ベラルーシ水文気象局
- ベルギー王立気象研究所 (KMI)
- ポーランド気象水管理研究所
- ボスニア・ヘルツェゴビナ気象研究所
- ポルトガル気象研究所
- マケドニア水文気象研究所
- マルタ気象局
- モルドバ水文気象局
- モンテネグロ水文気象研究所
- ルーマニア国立気象局
- ラトビア環境地質気象局
- リトアニア水文気象局
- ロシア水文気象環境監視局

### 特定分野の業務
- アメリカ大気研究センター (NCAR)
- 国立ハリケーンセンター (NHC)
- 中部太平洋ハリケーンセンター (CPHC)
- 合同台風警報センター (JTWC)

### 気象台と測候所・観測所
日本の各気象台の一覧については、以下の項目を参照。
- 気象台
  - 管区気象台
  - 沖縄気象台
  - 地方気象台
  - 海洋気象台
  - 航空地方気象台
- 測候所
  - 航空測候所
  - 空港出張所

- 中国気象局中央気象台
- マカオ気象台
- フィリピン気象台

## 公的機関
- 筑波山神社・筑波大学計算科学研究センター共同気象観測所

## 民間機関
- 気象業務支援センター
- 日本気象協会
- 日本気象学会
- ウェザーニュース
- ウェザーマップ